# Buy Way Personal Finance
 (août 2019).

Logo.

Buy Way Personal Finance SA est une société financière belge spécialisée dans la carte de crédit, la carte prépayée, les prêts personnels et les solutions de paiement pour tiers (BPO).

## La structure et les actionnaires
Buy Way Personal Finance est une société de droit belge détenue par Buy Way Consumer Finance, avec une participation minoritaire détenue par les dirigeants et le management de Buy Way.
Buy Way Tech est une société détenue à 100 % par Buy Way Personal Finance et qui détient la technologie utilisée par les membres du GEIE.
Buy Way Services est un Groupement européen d'intérêt économique (GEIE) dont les membres utilisent la technologie et le savoir-faire de Buy Way Tech mis à leur disposition. En plus de Buy Way Personal Finance, le GEIE Buy Way Services est composé de deux autres membres.

## Autres membres du GEIE Buy Way Services
- QANDER Consumer Finance (Pays-Bas)[2]
- FIMASER / Carrefour Finance[3] (coentreprise entre le Groupe Carrefour et le Groupe BNP Paribas Personal Finance)

## Historique
- 1988 : Création de Fimaser, coentreprise 40 % / 60 % entre Cetelem Group et GB-Inno-BM (“GIB Group”), premier groupe de Distribution de Belgique, en vue de promouvoir le crédit dans les enseignes de GIB.
- 1996 : Implantation de Cetelem belgium (à l’époque une coentreprise à 60 % / 40 % entre le Groupe Cetelem et le GIB Group en vue de promouvoir le crédit dans les enseignes hors du Groupe GIB).
- 2000 : À la suite de la vente de GIB au groupe français de distribution Carrefour, le Groupe Cetelem reprend 100 % des actions de BW PF. BW PF entre sur le marché Luxembourgeois. BW PF signe également un accord avec le Groupe KBC en vue de mettre à la disposition des entités KBC, Centea et CBC la technologie des cartes revolving (aujourd’hui KBC Pinto System).
- Octobre 2010 : Rachat par le fonds d’investissement Apax Partners, cession de l’activité hypothécaire ;
- Avril 2014 : Création de Buy Way Consumer Finance et vente par Apax Partners.
- Rachat par Chenavari Investment Managers [4], société créée entre autres par Loïc Féry, avec une participation au capital par le management de Buy Way.

## Activités et canaux
- Canal Internet (2005);
- Crédit Automobile (2006);
- Canal Courtiers (crédit immobilier) (2006) (lancement d’UCBel);
- Extension du crédit consommation au canal Courtiers (2007);
- Nouvelles cartes MasterCard [5]  co-vignettées avec des Distributeurs (2008);
- Nouveaux partenariats avec les importateurs de constructeurs automobiles (2008 et 2009) ;
- Juin 2008 : Acquisition d’UCBel, spécialiste du crédit hypothécaire ;
- Décembre 2008 : mise en vente de BNP Paribas Personal Finance, après la décision de la Commission européenne, à la suite du rachat de Fortis par BNP Paribas ;
- Janvier 2009 : Fusion juridique avec la société Fidexis détenue initialement à 51 % par Dexia et à 49 % par la Société Française Laser Cofinoga ; Dexia avait vendu la totalité de ses parts à Laser Cofinoga le 20 décembre 2007.
- Janvier 2011 : Changement de nom, Buy Way Personal Finance[6]. Remplacement progressif de la marque Cetelem par Buy Way[7]. Vente de la participation dans KBC Consumer Finance.
- Janvier 2012 : Ouverture du canal Courtage de crédits et d'assurances [8]
- Mars 2012 : enquête nationale: "le belge et le crédit".
- Septembre 2012 : lancement de la carte Prepaid
- Décembre 2012 : Buy Way déploie sa propre application IT pour l'ouverture et la gestion de crédits. Un pas important après la vente par BNP Paribas à Apax Partners[9].
- Avril 2013 : Titrisation [10] des cartes de crédit de Buy Way Personal Finance
- 7 mai 2013 : Buy Way est agréé par la Banque Nationale de Belgique en tant qu'Établissement Émetteur de Monnaie Électronique [11]
- Juin 2013 : Lancement de cartes de paiement prépayées en Belgique et au Grand-Duché de Luxembourg
- Juin 2014 : Offre de service en Business Process Outsourcing pour les cartes prépayées de BNP Paribas Fortis et Hello bank! Belgique.
- Juin 2015 : Lancement par Telenet Group de Telenet Finance, premier BPO pour une société non-financière réalisé par Buy Way .
- Janvier 2017 : Partenariat avec Base pour le financement des téléphones portables.
- Février 2019 : Buy Way lance le financement numérique des achats[12]
- Avril 2019 : Buy Way devient partenaire de Apple Pay
- Septembre 2019 : nouveau site Corporate[13]
- Octobre 2019 : La carte Buy Way Mastercard élue meilleure carte de crédit dans la catégorie Credit Flexible[14] par le site TopCompare.

## Dirigeants
- Président du Conseil d'Administration: Bruno Van Lierde
- CEO: Christophe Hamal